# برجس الظفيري
برجس الظفيري لاعب كرة قدم سعودي ، يلعب كحارس مرمى في نادي الباطن.